# Kellee Stewart
Kellee Stewart (* 31. März 1976 in Norristown, Pennsylvania) ist eine US-amerikanische Fernseh- und Filmschauspielerin.

## Leben
Kellee Stewart studierte Schauspiel an der State University of New York at Purchase. Seit 2000 ist sie in Film und Fernsehen zu sehen. 2005 spielte sie „Keisha Jones“ in der Komödie Guess Who – Meine Tochter kriegst du nicht! Ab 2006 spielte sie „Stephanie Layne“ in der Sitcom My Boys. Ab 2012 wirkte sie in der Serie The Soul Man als „Kim“ und ab 2017 in der Serie Midnight, Texas als „Madonna Reed“ mit. Ihr Schaffen umfasst mehr als 45 Produktionen.

## Filmografie (Auswahl)
- 2005: Guess Who – Meine Tochter kriegst du nicht! (Guess Who)
- 2005: Crazylove
- 2006–2010: My Boys (Fernsehserie, 49 Folgen)
- 2007: I’m Through with White Girls
- 2010: Hot Tub – Der Whirlpool … ist ’ne verdammte Zeitmaschine! (Hot Tub Time Machine)
- 2012–2015: The Soul Man (Fernsehserie, 15 Folgen)
- 2015: Hot Tub Time Machine 2
- 2017–2018: Midnight, Texas (Fernsehserie, 6 Folgen)
- 2018: Black-ish (Fernsehserie, Folge 5x05 Friends Without Benefits)
- 2020: Mr. Griffin – Kein Bock auf Schule (A.P. Bio, Fernsehserie, Folge 2x07 Mr. Pistachio)
- 2020: Cherish the Day (Fernsehserie, 3 Folgen)
- 2021: On My Block (Fernsehserie, 3 Folgen)
- 2020–2023: All American (Fernsehserie, 6 Folgen)
- 2022: Chicago Med (Fernsehserie, 4 Folgen)
- 2022: Paper Girls (Fernsehserie, 2 Folgen)
- 2023: The Rookie: Feds (Fernsehserie, Folge 1x11 Close Contact)
- 2023: Völlig zerstört (Obliterated, Fernsehserie, 2 Folgen)
- 2025: Doc (Fernsehserie)